# Olga Kaliturina
Olga Kaliturina (en russe : Ольга Викторовна Калитурина, née le 9 mars 1976) est une athlète russe spécialiste du saut en hauteur.

## Palmarès

### Championnats du monde d'athlétisme
- Championnats du monde d'athlétisme 1997 à Athènes,  Grèce
  -  Médaille d'argent du saut en hauteur

### Championnats d'Europe d'athlétisme
- Championnats d'Europe d'athlétisme 2002 à Munich,  Allemagne
  -  Médaille de bronze du saut en hauteur

### Championnats d'Europe d'athlétisme en salle
- Championnats d'Europe d'athlétisme en salle 2000 à Gand,  Belgique
  -  Médaille de bronze du saut en hauteur

### Championnats du monde junior d'athlétisme
- Championnats du monde junior d'athlétisme 1994 à Lisbonne,  Portugal
  -  Médaille d'or du saut en hauteur

## Record
Son record personnel en plein air est de 1,98 m réalisé à Moscou en 2004.